# Konsulat Generalny Rzeczypospolitej Polskiej w Houston
Konsulat Generalny Rzeczypospolitej Polskiej w Houston (ang. Consulate General of the Republic of Poland in Houston) – polska misja konsularna w Houston, w stanie Teksas w Stanach Zjednoczonych.

## Otwarcie Konsulatu
Konsulat rozpoczął działalność 19 grudnia 2017. Minister Spraw Zagranicznych Witold Waszczykowski, uzasadniając otwarcie konsulatu, stwierdził, że „w okręgu konsularnym Konsulatu Generalnego RP w Houston mieszka ok. 550 tysięcy Polaków oraz osób mających związek z polskością, co stanowi 7 proc. całej polskiej diaspory zamieszkałej w USA liczącej ponad 8 mln osób. W samym stanie Teksas liczbę tę szacuje się na 228 tys., a początki polskiego osadnictwa w Teksasie sięgają połowy XIX w. W samym Houston mieszka i pracuje do 50 tys. osób posiadających polskie korzenie. – Houston zostało wybrane z tego powodu, że jest to w tej chwili czwarte miasto Stanów Zjednoczonych, a poza tym jest to jeden z najważniejszych punktów gospodarczych zarówno na mapie Stanów Zjednoczonych, jak i świata”.
Teksas to druga, po Kalifornii, gospodarka USA z PKB o wartości 1,6 bln USD, odpowiednik 10. gospodarki świata oraz stan, z którym Polska odnotowuje największą wartość wymiany handlowej (857 mln USD). W ostatnich latach nastąpił ponad dwukrotny wzrost wartości eksportu z Polski do Teksasu, a pierwszym towarem eksportowym są urządzenia elektroniczne. Rozwojowi współpracy Polski z Teksasem sprzyja wzmocnienie wymiaru energetycznego polsko-amerykańskich relacji, w tym pierwsza dostawa gazu oraz zawarcie przez PGNiG pięcioletniego kontraktu na dostawy LNG.
Okręg konsularny Konsulatu Generalnego RP w Houston objął stany Arkansas (AR), Kansas (KS), Luizjana (LA), Missisipi (MS), Nowy Meksyk (NM), Oklahoma (OK), Teksas (TX). W 2024 powiększył się o Alabamę (AL) i Florydę (FL).

## Kierownicy Konsulatu
- 2018–2022 – Robert Rusiecki[8]
- 2023–2024 – Monika Sobczak
- od 2025 – Jarosław Łasiński[10]